# Peter Richardson (golfer)
Peter Richardson (Hayton, 8 april 1984) is een golfprofessional uit Engeland.

## Amateur
Peter Robinson ging in Carlisle naar de Trinity School en heeft daar een baanrecord op zijn naam geschreven. Daarna studeerde hij aan de Perdue Universiteit, waar hij college golf speelde. Hij was lid van de Eden Golf Club en had handicap +3.

### Gewonnen
- 2001: England Boys Home Internationals Team Henriques Trophy Champion
- 2002: North of England Youth Champion, Northern Boys Champion, Northern Federation Champion
- 2003: Windon Memorial Classic
- 2004: Windon Memorial Classic

## Professional
Richardson werd in 2008 professional.
Hij speelt vooral op de Euro Pro Tour maar in 2011 won hij het Sheikh Maktoum Dubai Open op de MENA Tour waardoor hij een uitnodiging kreeg voor de Omega Dubai Classic van 2012.

### Gewonnen
MENA Tour
- 2011: Sheikh Maktoum Dubai Open